# Equazione cinetica
In chimica, l'equazione cinetica è l'equazione che rappresenta l'andamento della velocità di reazione in funzione delle concentrazioni dei suoi reagenti e dei suoi prodotti.
La velocità di reazione può essere espressa anche in termini di moli consumate tuttavia l'utilizzo delle concentrazione è preferibile poiché consente di lavorare con grandezze intensive.
Data una generica reazione:
{\displaystyle {\ce {aA + bB -> cC + dD}}}
e definita la velocità di reazione in forma differenziale come:
{\displaystyle v=-{\frac {1}{a}}{\frac {d[A]}{dt}}=-{\frac {1}{b}}{\frac {d[B]}{dt}}={\frac {1}{c}}{\frac {d[C]}{dt}}={\frac {1}{d}}{d[D] \over dt}={\frac {d\xi }{dt}}}
[In alcuni testi la velocità di reazione viene indicata con {\displaystyle r} al posto di {\displaystyle v}]
in cui ξ viene detto "grado di avanzamento" della reazione, dξ è la variazione della concentrazione di un prodotto o di un reagente della stessa reazione nel tempo fratto il suo coefficiente stechiometrico. Questo vale anche per i reagenti ma poiché la loro concentrazione diminuisce nel tempo si mette il segno meno davanti alla derivata.
Il segno negativo nei termini dei corrispettivi reagenti indica che si tratta della velocità di scomparsa di questi reagenti, mentre i prodotti hanno segno positivo poiché si tratta della velocità di formazione dei prodotti.
Sperimentalmente si osserva che la velocità di reazione è direttamente proporzionale alla concentrazione dei reagenti in gioco, di conseguenza possiamo mettere in relazione la velocità di reazione con la concentrazione dei reagenti ad una temperatura costante per un determinato ambiente di reazione, questa relazione si chiama equazione cinetica:
{\displaystyle v=k(T)[A]^{a}[B]^{b}[C]^{c}[D]^{d}}
La lettera {\displaystyle k} rappresenta la costante cinetica ad una data temperatura, mentre esponenti a, b, c e d non coincidono necessariamente con i coefficienti stechiometrici della reazione e vengono determinati sperimentalmente (ordini parziali di reazione); conoscerli significa, oltre a prevedere l'andamento della reazione nel tempo, anche avere una buona indicazione sul meccanismo della reazione stessa. La somma di a, b e c e d qualora coincidano con i coefficienti stechiometrici, viene detta ordine globale n di reazione. Va notato che solo raramente risulta n  ≥ 3.
Anche il coefficiente k(T) viene misurato sperimentalmente; viene chiamato costante di velocità o costante specifica di velocità ed è legato alla temperatura in modo esponenziale tramite la relazione:
{\displaystyle k={\mathcal {A}}e^{(-{\frac {\Delta E^{\ddagger }}{RT}})}}
nota come equazione di Arrhenius in cui {\displaystyle {\mathcal {A}}} viene detto fattore pre-esponenziale e ΔE‡ energia di attivazione. {\displaystyle R} è la costante universale dei gas. Per una trattazione più rigorosa bisogna inoltre inserire la dipendenza dell'energia di attivazione dalla temperatura T.
Una tecnica impiegata per determinare sperimentalmente gli esponenti a, b e c dell'equazione cinetica consiste nel condurre la reazione in esame in presenza di un grande eccesso di tutte le specie coinvolte tranne una; questo fa sì che le concentrazioni delle specie presenti in eccesso non siano alterate in maniera apprezzabile dall'avanzare della reazione e quindi possano essere ragionevolmente considerate costanti. Nell'esempio della reazione generica precedente, supponendo di lavorare in presenza di un grande eccesso di B e C si ha
{\displaystyle v=k[A]^{a}[B]^{b}[C]^{c}\simeq k'[A]^{a}\,}
a questo punto, sapendo che:
{\displaystyle -{\frac {[A]_{2}^{(-a+1)}}{[A]_{1}^{(-a+1)}}}=k(t_{2}-t_{1})}
confrontando l'andamento della concentrazione osservato sperimentalmente con quello teorico previsto dall'integrazione dell'equazione precedente, si può dedurre il valore dell'esponente a (seguono in tabella le integrazioni relative ad alcuni casi)
| {\displaystyle a=0} | {\displaystyle v=k'}        | {\displaystyle [A]_{t}=[A]_{0}-k't}                     |
| {\displaystyle a=1} | {\displaystyle v=k'[A]}     | {\displaystyle [A]_{t}=[A]_{0}e^{-k't}}                 |
| {\displaystyle a=2} | {\displaystyle v=k'[A]^{2}} | {\displaystyle [A]_{t}={\frac {[A]_{0}}{1+k't[A]_{0}}}} |
Operando in maniera analoga per le specie chimiche B e C è possibile stabilire l'ordine di reazione e fare ipotesi sul meccanismo, dato che è molto probabile che l'ordine di reazione sia correlato agli urti tra le molecole che costituiscono il passaggio critico della reazione.
Ad esempio, una reazione di terzo ordine la cui velocità abbia un andamento del tipo
{\displaystyle v=k[A]^{2}[B]}
è probabile che abbia un meccanismo il cui passaggio critico è l'urto di due molecole di A con una molecola di B.
Le ipotesi cinetiche sul meccanismo vengono successivamente integrate da altre evidenze sperimentali, tra queste quelle spettroscopiche e stereochimiche. Per ottenere l'equazione cinetica di reazioni complesse, che implicano la presenza di più intermedi, si ricorre sovente all'approssimazione dello stato stazionario, artificio che permette agevolmente di risolvere equazioni differenziali altrimenti più complesse e di minore praticità di utilizzo.